# Mała Konstytucja z 1919 roku
Niektóre z zamieszczonych tu informacji wymagają weryfikacji.
Dokładniejsze informacje o tym, co należy poprawić, być może znajdują się w dyskusji tego artykułu.
 Po wyeliminowaniu niedoskonałości należy usunąć szablon {{Dopracować}} z tego artykułu.
Mała Konstytucja z 20 lutego 1919 roku (Uchwała Sejmu Ustawodawczego z dnia 20 lutego 1919 r. w sprawie powierzenia Józefowi Piłsudskiemu dalszego sprawowania urzędu Naczelnika Państwa) – uchwała Sejmu Ustawodawczego dotycząca tymczasowego ustroju państwa.

## Ustrój państwa według Małej Konstytucji
Mała Konstytucja wprowadziła w Polsce system rządów parlamentarno-gabinetowych – najwyższą władzę w państwie stanowił Sejm Ustawodawczy, którego wolę wykonywać miał Naczelnik Państwa oraz Rada Ministrów, jako swoisty komitet pozbawiony własnych uprawnień, niezależnych od Sejmu.
Prawa i ograniczenia Naczelnika Państwa:
- Naczelnik Państwa na podstawie „porozumienia z Sejmem” powoływał rząd.
- Naczelnik Państwa i rząd byli odpowiedzialni przed Sejmem.
- Naczelnik Państwa został pozbawiony inicjatywy ustawodawczej.
- Naczelnik Państwa nie posiadał prawa do rozwiązywania Sejmu.
- Akty prawne wydawane przez Naczelnika Państwa wymagały kontrasygnaty właściwego ministra.

## Kalendarium Małej Konstytucji
- Uchwalona 20 lutego 1919 roku; weszła w życie tego samego dnia, pozbawiając mocy obowiązującej Dekret z dnia 22 listopada 1918 r. o najwyższej władzy reprezentacyjnej Republiki Polskiej (Dz.U. z 1918 r. nr 17, poz. 41).
- Ogłoszona 27 lutego 1919 roku w „Dzienniku Praw Państwa Polskiego” nr 19, pod poz. 226.
- Zmieniona 25 lutego 1920 roku przez Uchwałę Sejmu z dnia 13 lutego 1920 r. uzupełniającą uchwałę Sejmu z dnia 20 lutego 1919 r. (Dz.U. z 1920 r. nr 17, poz. 84) wprowadzającą zakaz wprowadzania do obiegu środków płatniczych oraz zaciągania pożyczek państwowych lub przyjmowania przez Państwo gwarancji finansowych bez uprzedniej zgody Sejmu.
- Uchylona 1 czerwca 1921 roku przez art. 126 ust. 2 Ustawy z dnia 17 marca 1921 r. – Konstytucja Rzeczypospolitej Polskiej (Dz.U. z 1921 r. nr 44, poz. 267) oraz – w stosunku do praw i obowiązków Naczelnika Państwa – art. 2 Ustawy przechodniej z dnia 18 maja 1921 r. do Ustawy Konstytucyjnej z dnia 17 marca 1921 r. w sprawie tymczasowej organizacji władzy zwierzchniej Rzeczypospolitej (Dz.U. z 1921 r. nr 44, poz. 268). Art. 2 głosił: Prawa i obowiązki obecnego Naczelnika Państwa, określone w uchwale Sejmu z dnia 20 lutego 1919 [...] trwają do chwili objęcia urzędu przez Prezydenta Rzeczypospolitej, wybranego na podstawie Ustawy Konstytucyjnej z dnia 17 marca 1921.